# Narciso Suárez Amador
Narciso Suárez Amador (Valladolid, Espanya 1960) és un piragüista castellanolleonès, ja retirat, guanyador d'una medalla olímpica.

## Biografia
Va néixer el 18 de juliol de 1960 a la ciutat de Valladolid, població situada a la província homònima de Castella i Lleó.

## Carrera esportiva
Va participar, als 20 anys, en els Jocs Olímpics d'Estiu de 1980 realitzats a Moscou (Unió Soviètica), on al costat de Santos Magaz finalitzà setè en la prova masculina de C-2 500 metres, aconseguint així un diploma olímpic, i cinquè en la semifinal de la prova C-2 1000 metres. En els Jocs Olímpics d'Estiu de 1984 realitzats a Los Angeles (Estats Units) va aconseguir al costat de Enrique Míguez la medalla de bronze en la prova masculina de C-2 500 metres. En aquests mateixos Jocs ambdós piragüistes finalitzaren sisens en el C-2 1000 metres, aconseguint així un diploma olímpic. En els Jocs Olímpics d'Estiu de 1988 celebrats a Seül (Corea del Sud) finalitzaren quarts en la semifinal de la prova de C-2 500 metres i setè en la prova C-1 500 metres, aconseguint així un nou diploma olímpic. En els Jocs Olímpics d'Estiu de 1992 celebrats a Barcelona (Catalunya), la seva última participació olímpica, finalitzà novament quart en la semifinal en la prova C-2 500 metres.
Al llarg de la seva carrera ha guanyat 5 medalles als Jocs del Mediterrani, destacant dues medalles d'or.